# Gouania willdenowi
Gouania willdenowi is een  straalvinnige vissensoort uit de familie van schildvissen (Gobiesocidae). De wetenschappelijke naam van de soort is voor het eerst geldig gepubliceerd in 1810 door Risso.
De soort staat op de Rode Lijst van de IUCN als Onzeker, beoordelingsjaar 2007.